# Silnice II/471
Silnice II/471 je silnice II. třídy v Moravskoslezském kraji (v okrese Karviná) spojující Rychvald a hranici s Polskem v Bohumíně.

## Vedení silnice
Silnice začíná v centrální části Rychvaldu na křižovatce s II/470 a vede na sever do Bohumína (místní části Záblatí a Skřečoň, odkud pokračuje peáží se silnicí I/67. Po opuštění peážního úseku pokračuje přes Starý Bohumín na hranici s Polskem, kde končí.
Na polském území se pokračování silnice napojuje na okraji Chałupek nedaleko hranice na DK78.
Silnice je celé trase dvoupruhová.